# Посмертна маска
Посмертна маска — зліпок з гіпсу або іншого пластичного матеріалу, знятий з обличчя померлого.
Початковий зліпок служив як форма для відливання посмертної маски із золота, бронзи і т. д. У давнину, коли техніка бальзамування не дозволяла зберегти обличчя, при похованнях на лице померлого накладали похоронні маски із золота, дерева і т. ін. Цей звичай існував у багатьох народів і часто ці маски були не схожими з особою померлого.
Посмертні маски були популярні в Стародавньому Єгипті.
З розвитком скульптури посмертні маски стали знімати як підготовчий матеріал для статуй, бюстів і надгробків.
Посмертні маски, виготовлені професійними скульпторами, вважаються предметом мистецтва. Існує окремий напрям колекціонерства посмертних масок.

## Галерея

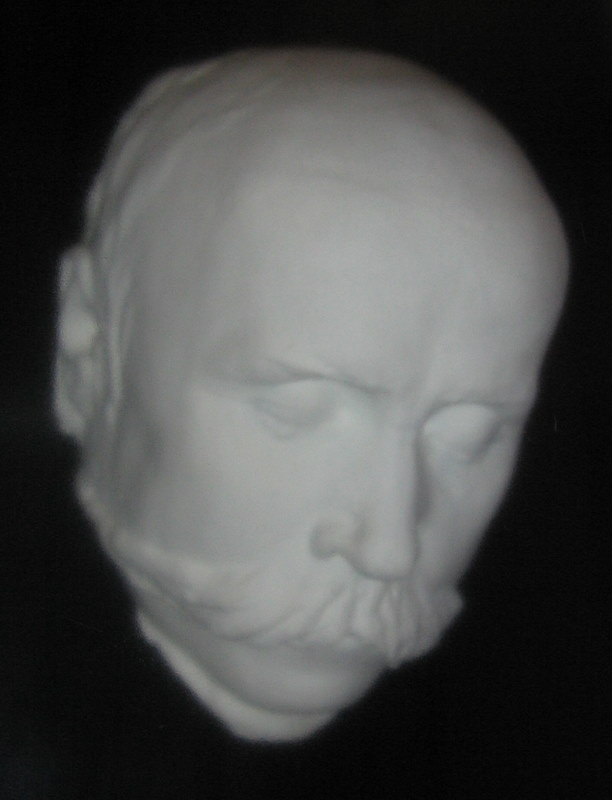
Посмертна маска Тараса Шевченка
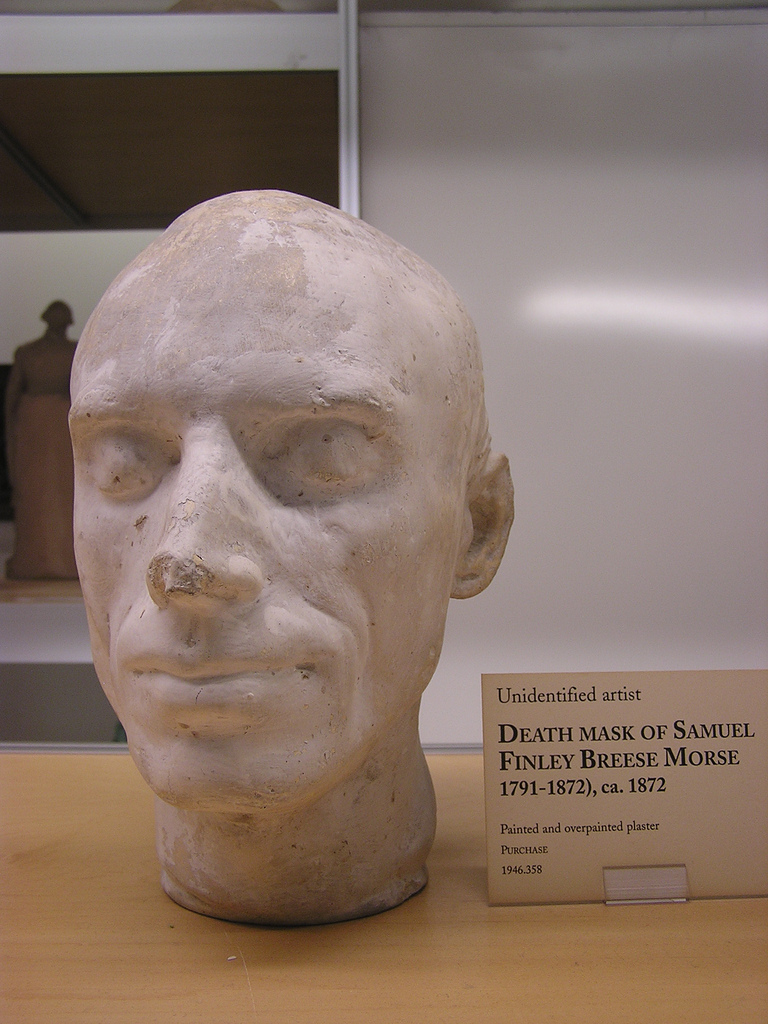
Посмертна маска Семюела Морзе
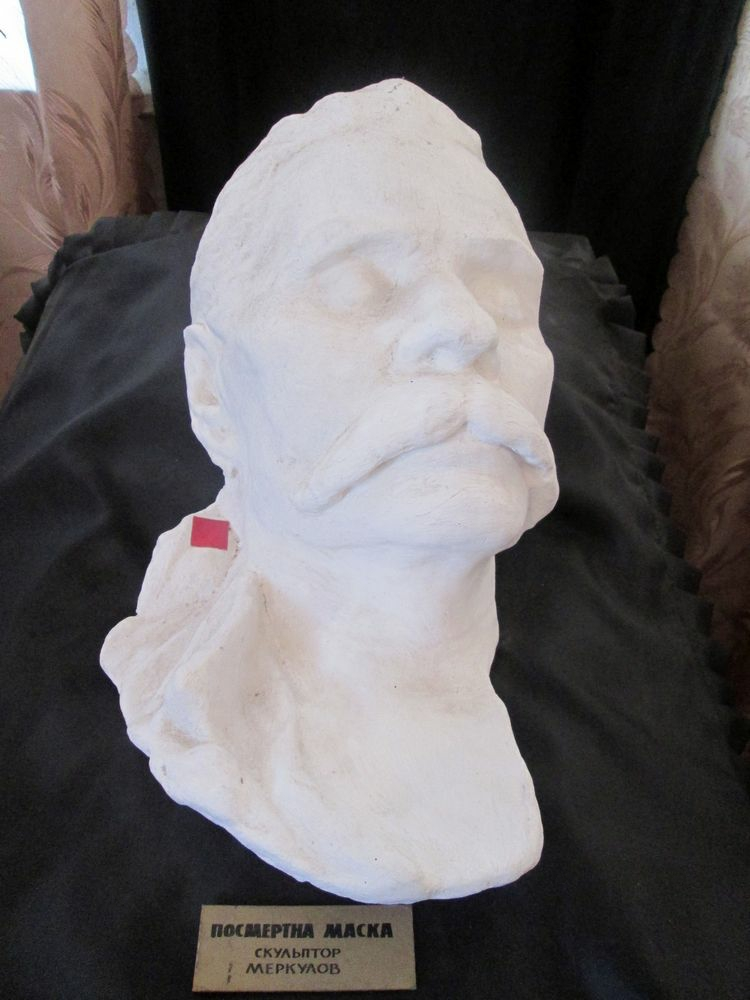
Посмертна маска Максима Горького